# فيكتوريا وليامز
فيكتوريا وليامز (بالإنجليزية: Victoria Williams) هي مغنية مؤلفة ومغنية وملحنة أمريكية، ولدت في 23 ديسمبر 1958 في شريفبورت في الولايات المتحدة.

## وصلات خارجية
- فيكتوريا وليامز على موقع IMDb (الإنجليزية)
- فيكتوريا وليامز على موقع ميوزك برينز (الإنجليزية)
- فيكتوريا وليامز على موقع أول ميوزيك (الإنجليزية)
- فيكتوريا وليامز على موقع ديسكوغز (الإنجليزية)
- فيكتوريا وليامز على موقع قاعدة بيانات الفيلم (الإنجليزية)